# يناير 2005
يناير 2005 هو الشهر الأول من عام 2005. بدأ الشهر يوم السبت، وانتهى يوم الإثنين بعد 31 يومًا.

## بوابة:أحداث جارية
|  |  |